# Snortwijgtimalia
De snortwijgtimalia (Malacopteron magnirostre) is een zangvogel uit de familie Timaliidae (timalia's).

## Verspreiding en leefgebied
Deze soort telt 2 ondersoorten:
- M. m. magnirostre: Maleisië, Sumatra en de Anambaseilanden (Zuid-Chinese Zee).
- M. m. cinereocapilla: Borneo.